# Janet Ely
Janet Ely Lagourgue (Albuquerque, 12 settembre 1953) è un'ex tuffatrice statunitense.

## Biografia
È nata a Albuquerque nello Stato federato del Nuovo Messico. 
Ha rappresentato gli Stati Uniti d'America ai Giochi olimpici di Monaco di Baviera 1972, chiudendo al quarto posto sia nel concorso dei tuffi dalla piattaforma 10 metri, sia in quello del trampolino 3 metri.
Ai campionati mondiali di nuoto di Cali 1975 si è laureata campionessa nel mondo nel concorso della piattaforma 10 metri battendo la sovietica Irina Kalinina, argento, e la svedese Ulrika Knape, bronzo. 
Si è qualificata ai Giochi olimpici di Montréal 1976, dove si è classificata nona nella piattaforma 10 metri.

## Palmares
- Mondiali

Cali 1975: oro nella piattaforma 10 m.
- Giochi panamericani

Città del Messico 1975: argento nella piattaforma 10 m.;